# درتنک
درتنک (به لهستانی:  Dretynek) یک روستا در لهستان است که در گمینا میاستکو واقع شده‌است. درتنک ۱۲۱ نفر جمعیت دارد.